# Aleksandr Nikolaevič Andrievskij
Aleksandr Nikolaevič Andrievskij (San Pietroburgo, 11 febbraio 1899 – Mosca, 4 settembre 1983) è stato un regista cinematografico sovietico.

## Filmografia parziale

### Regista
- Gibel' sensacii (1935)[1][2]
- Robinzon Kruzo (1946)[3]